# Ruqaiya Hasan
Ruqaiya Hasan (Pratapgarh, 3 de julho de 1931 - Sydney, 24 de junho de 2015) foi uma linguista e professora universitária. Foi uma das principais pesquisadoras da Linguística Sistêmico-Funcional. Suas pesquisas estão associadas à noção de contexto (situacional e cultural), à problemática da arte verbal e a questões de estrutura, coesão e coerência textuais.